# Metabolisme de les purines
El metabolisme de les purines és el conjunt de rutes metabòliques que sintetitzen i descomponen purines.

## Síntesi
Les purines són biosintetitzades com a nucleòtids (bases unides a un ribosa 5-fosfat). L'enzim que en catalitza la síntesi és l'amidofosforibosiltransferasa.
Tant l'adenina com la guanina deriven del monofosfat d'inosina (IMP), un nucleòtid sintetitzat a partir d'un ribosa-fosfat preexistent per mitjà d'una ruta complexa, utilitzant àtoms dels aminoàcids glicina, glutamina i àcid aspàrtic, així com ions de metanoat transferits del coenzim tetrahidrofolat.

### GMP
- L'IMP deshidrogenasa converteix IMP en XMP
- La GMP sintasa converteix XMP en GMP
- La GMP reductasa reconverteix GMP en IMP

### AMP
- L'adenilosuccinat sintasa converteix IMP en adenilosuccinat
- L'adenilosuccinat liasa converteix adenilosuccinat en AMP
- L'AMP desaminasa reconverteix AMP en IMP

## Degradació
Les purines són metabolitzades per diversos enzims:

### Guanina
- Una nucleasa allibera el nucleòtid
- Una nucleotidasa crea guanosina
- La Purina nucleòsid fosforilasa converteix guanosina en guanina
- La guanasa converteix guanina en xantina
- La xantina oxidasa converteix xantina en àcid úric

### Adenina
- Una nucleasa allibera el nucleòtid
  - Una nucleotidasa crea adenosina, aleshores una adenosina desaminasa crea inosina
  - Alternativament, l'AMP desaminasa crea àcid inosínic, aleshores una nucleotidasa crea inosina
- La purina nucleòsid fosforilasa actua sobre la inosina per a crear hipoxantina
- La xantina oxidoreductasa actua sobre la hipoxantina per a crear xantina
- La xantina oxidoreductasa actua sobre la xantina per a crear àcid úric